# Lucette Desvignes
Lucette Desvignes (Saona y Loira, 1 de mayo de 1926-14 de febrero de 2024 ) fue una escritora y académica francesa.

## Biografía
Estudió licenciatura en Derecho, grado asociado en inglés y doctor en Letras. Fue profesora de literatura comparada e historia del teatro durante 25 años en las universidades de Lyon, Saint-Étienne y la Universidad Rice.
Obtuvo el galardón de Comandante de la Orden de las Palmas Académicas y el Premio Roland Dorgelès.
Lucette Desvignes falleció el 14 de febrero de 2024 a los 97 años.

## Obras
- 1982,  Nudos de arcilla. Dijon: Civry. 453 p. (ISBN 2-85983-038-3)
- 1985,  El grano de cáñamo o La historia de Juana. París: Mazarine. 622 p. Col. Mazarino romano (ISBN 2-86374-187-X)
- 1986,  El Libro de Justicia. París: Mazarine. 726 p. Col. Mazarino romano (ISBN 2-86374-219-1)
- 1991,  Terminar: novela. París: F. Bourin. 361 p. (ISBN 2-87686-084-8)
- 1993,  La brisa en popa: novela. París: F. Bourin. 534 p. (ISBN 2-87686-159-3)
- 2002,   Encuentros extraños; Marsias o el flautista rebelde. Lewiston (Nueva York): E. Mellen Press. 324 p. Col. Estudios de literatura francesa; 57 (ISBN 0-7734-7071-9)
- 2008,  ¡Tú otra vez, Electra!: una obra de teatro en cinco actos. Lewiston: E. Mellen Press. 182 p. (ISBN 978-0-7734-4950-3)
- 2010,  La historia de Colombe: una ramera bajo el Antiguo Régimen. 373 p. (ISBN 978-2-84479-140-5)